# Thalgo Australian Women's Hardcourts 1998
Il Thalgo Australian Women's Hardcourts 1998 è stato un torneo di tennis giocato sul cemento.
È stata la 2ª edizione del torneo di Gold Coast, che fa parte della categoria Tier III nell'ambito del WTA Tour 1998.
Si è giocato a Gold Coast in Australia, dal 4 al 10 gennaio 1998.

## Campionesse

### Singolare
Ai Sugiyama ha battuto in finale  María Vento-Kabchi con il punteggio di 7–5, 6–0

### Doppio
Elena Lichovceva /  Ai Sugiyama hanno battuto in finale  Sung-Hee Park /  Shi-Ting Wang con il punteggio di 1–6, 6–3, 6–4